# گمینا خورودوو
گمینا خورودوو (به لهستانی:  Gmina Horodło) یک گمینا در لهستان است که در شهرستان خروبیشوف واقع شده‌است. گمینا خورودوو ۱۳۰٫۲۷ کیلومتر مربع مساحت و ۵٬۴۹۴ نفر جمعیت دارد.